# Vuelo 209 de Thai Flying Service
El vuelo 209 de Thai Flying Service fue un vuelo chárter de pasajeros nacional tailandés operado por Thai Flying Service en nombre de Soneva Kiri desde el aeropuerto de Suvarnabhumi, en las afueras de Bangkok, hasta el aeropuerto de Ko Mai Si, en la provincia de Trat. El 22 de agosto de 2024, el Cessna 208 Grand Caravan que realizaba el vuelo con nueve ocupantes a bordo se estrelló poco después de despegar de Bangkok, matando a todos los ocupantes a bordo.

## Aeronave
La aeronave involucrada era un Cessna 208B Grand Caravan fabricada en 2007, registrada como HS-SKR con número de serie 208B1241.

## Pasajeros y tripulación
El vuelo tenía una tripulación de dos pilotos tailandeses y transportaba siete pasajeros: dos empleados tailandeses del complejo turístico y cinco ciudadanos chinos. Entre ellos había dos niños. 

## Accidente

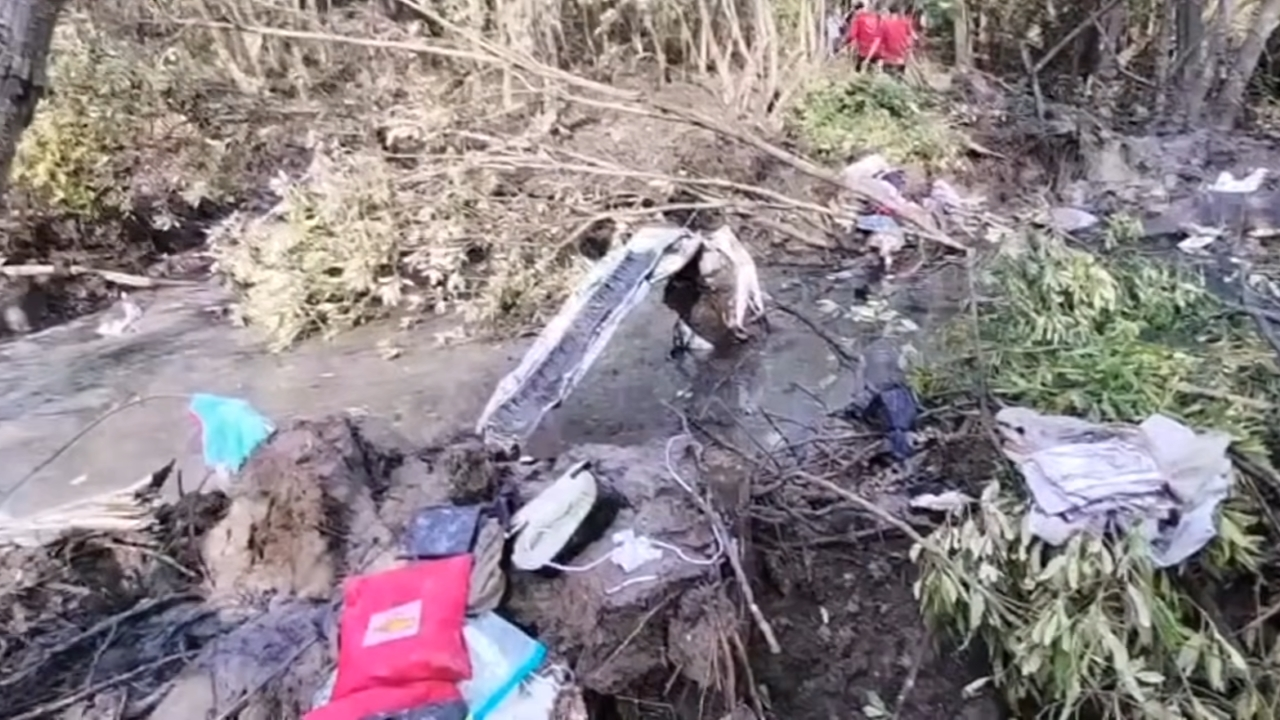
Restos del accidente.

El avión debía volar desde Bangkok a Ko Mai Si, el aeropuerto que sirve a la isla turística de Ko Kut. El avión despegó a las 14:46 hora local, y el contacto con él se perdió alrededor de las 14:57 cuando el avión se encontraba a unos 35 kilómetros al sureste del aeropuerto de Suvarnabhumi. El avión se estrelló en un manglar cerca del templo Wat Khao Din en el distrito de Bang Pakong de la provincia de Chachoengsao, desintegrándose en el impacto y matando a los nueve a bordo. 
Los residentes locales informaron haber visto el avión caer al suelo y luego explotar con un fuerte estruendo al impactar arrojando fragmentos en un radio de al menos 20 metros. La mayoría de los cuerpos estaban desmembrados, y al menos 23 partes del cuerpo habían sido recuperadas del lugar del accidente. El clima en el momento del vuelo fue descrito como despejado.